# RG-31
RG-31 ist ein für militärische Zwecke von der südafrikanischen Firma Land Systems OMS entwickeltes gepanzertes Fahrzeug und wird neben einer Vielzahl von Staaten auch von den Vereinten Nationen eingesetzt.
Auf Basis des RG-31 wurden der RG-32 und der RG-33 entwickelt.

## Technische Beschreibung
Der RG-31 „Nyala“ gehört zur Gruppe der MRAPs und weist Schutz gegen Landminen, IEDs sowie Feuer aus Infanteriewaffen auf. In der Regel ist es mit einer ferngesteuerten Waffenstation im Kaliber 7,62 × 51 mm NATO oder 12,7 × 99 mm NATO ausgestattet.

## Varianten

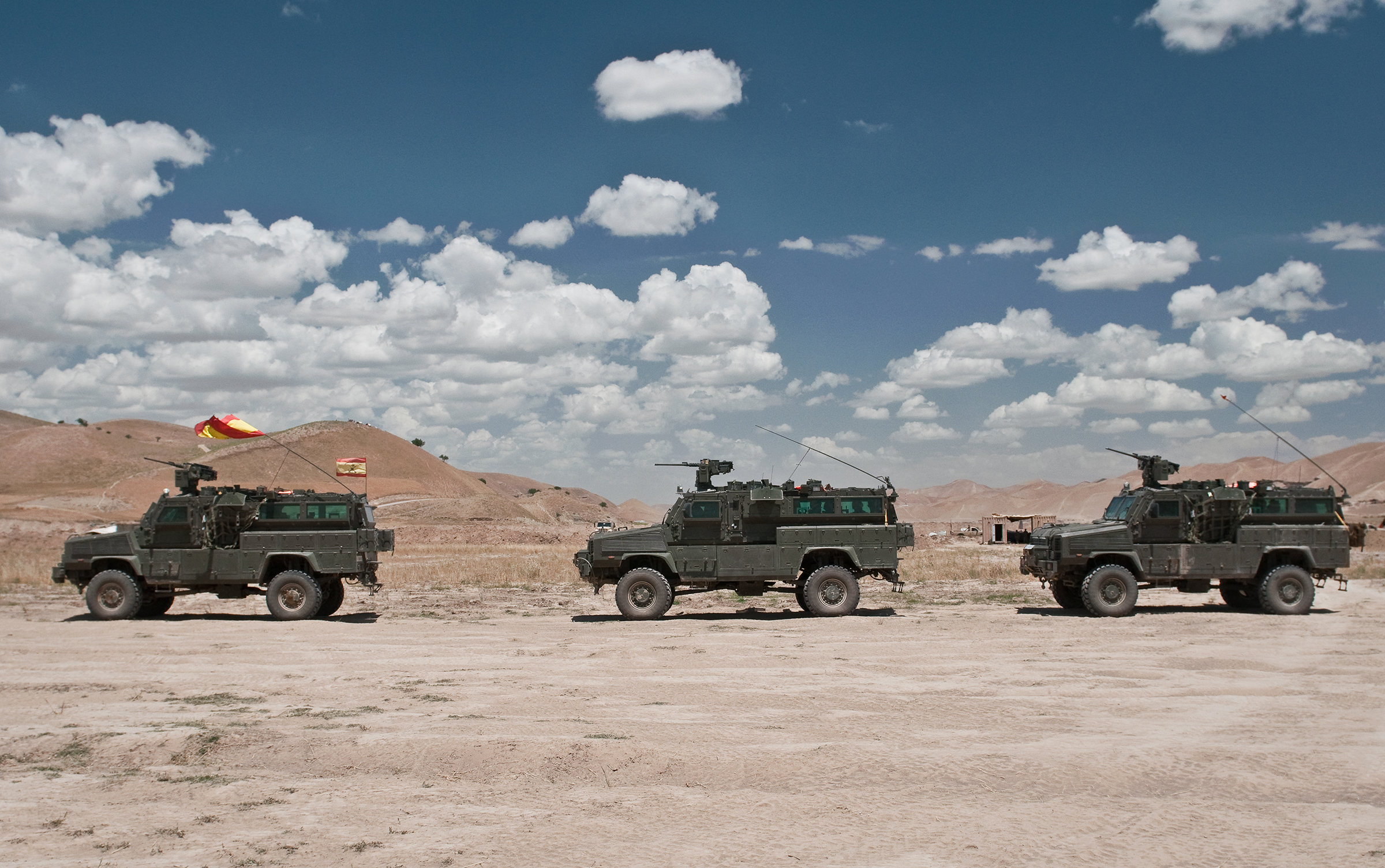
RG-31 Nyala in Afghanistan

- RG-31 Mk.3
- RG-31 Mk.5
- RG-31 Mk.5E
- RG-31 Mk.6
- RG-31 Mk.3 Charger
- RG-31 Mk.5 Charger
- RG-31 Nyala
- Gaayalabre
- RG-31 Agrab

## Nutzer

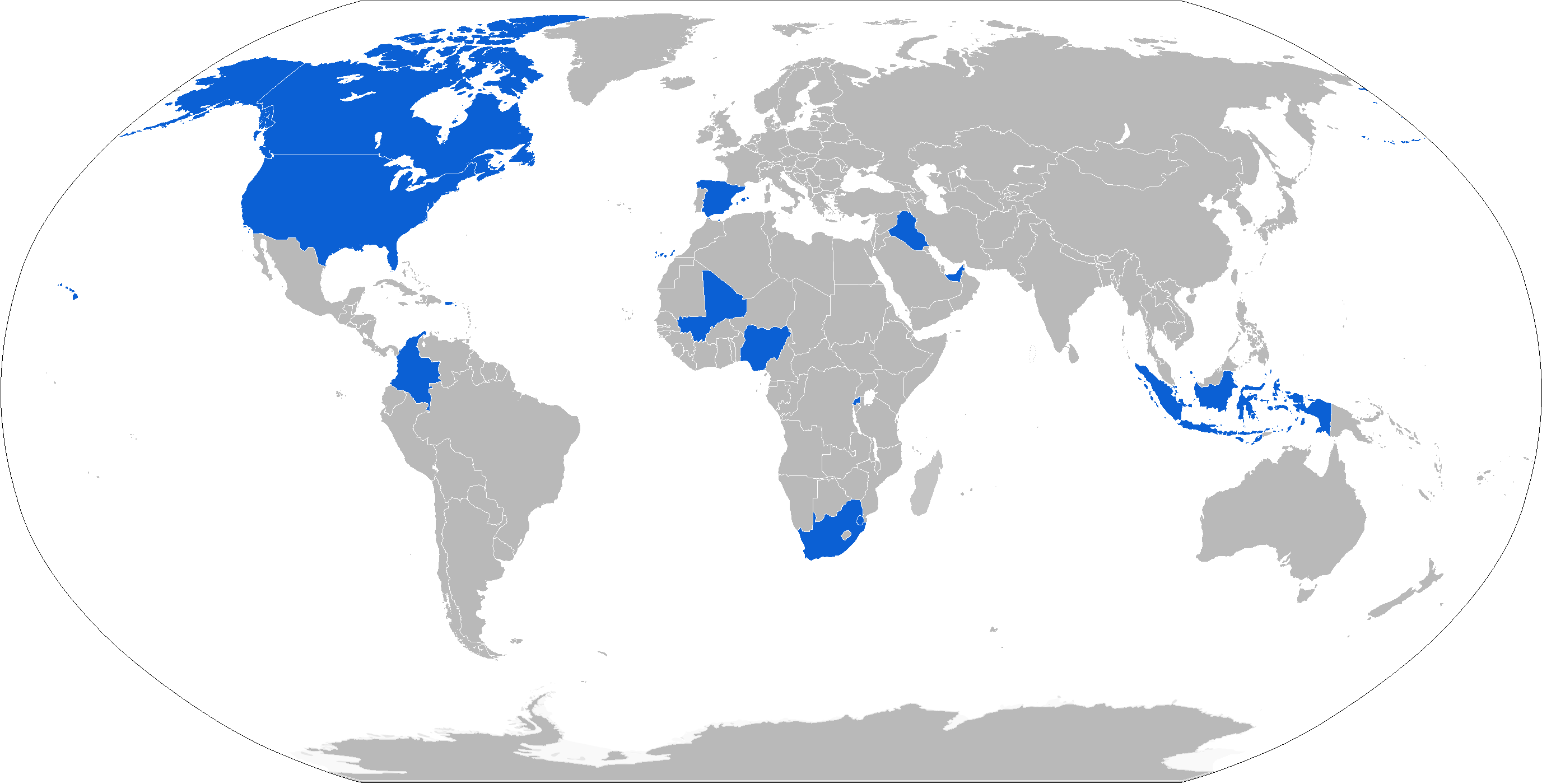
RG-31 Nutzer

- USA: 1900+
- Spanien: 150
- VAE: 76
- Kanada: 75
- Burundi: 43